# 17369 Eremeeva
A 17369 Eremeeva (ideiglenes jelöléssel (17369) 1979 QR2) a Naprendszer kisbolygóövében található aszteroida. Claes-Ingvar Lagerkvist fedezte fel 1979. augusztus 22-én.